# Ажанкур
Ажанку́р (фр. Agencourt) — коммуна во Франции, находится в регионе Бургундия. Департамент коммуны — Кот-д’Ор. Входит в состав кантона Нюи-Сен-Жорж. Округ коммуны — Бон.
Код INSEE коммуны — 21001.

## Население
Население коммуны на 2010 год составляло 397 человек.
| 1962 | 1968 | 1975 | 1982 | 1990 | 1999 | 2010 |
| ---- | ---- | ---- | ---- | ---- | ---- | ---- |
| 181  | 183  | 236  | 268  | 361  | 419  | 397  |

## Экономика
В 2010 году среди 289 человек трудоспособного возраста (15—64 лет) 170 были экономически активными, 119 — неактивными (показатель активности — 58,8 %, в 1999 году было 64,0 %). Из 170 активных жителей работали 152 человека (84 мужчины и 68 женщин), безработных было 18 (7 мужчин и 11 женщин). Среди 119 неактивных 29 человек были учениками или студентами, 29 — пенсионерами, 61 были неактивными по другим причинам.